# Хоменко Микола Григорович
Хоменко Микола Григорович (20 червня 1934, село Курінь, Бахмацький район, Чернігівська область, Українська РСР, СРСР — 19 серпня 2014, місто Київ, Україна) — радянський та український політик, перший Глава Адміністрації Президента України (1991—1994). Депутат Верховної Ради УРСР 10—11-го скликань. Народний депутат України 1-го скликання (15 травня 1990 — 10 травня 1994). Член Ревізійної комісії КПУ в 1981—1986 р. Кандидат у члени ЦК КПУ в 1986—1990 роках.

## Життєпис
Народився в селянській родині. У 1953 році закінчив ремісниче училище в місті Шостці Сумської області.
З 1953 року — електромонтер Шосткинського заводу «Десна» Сумської області. У 1955—1958 роках служив у Радянській армії. Після демобілізації повернувся на попереднє місце роботи.
У 1960—1962 роках — секретар комітету ЛКСМУ Шосткинського заводу «Десна».
Член КПРС з 1962 року.
У 1962—1964 роках — 1-й секретар Шосткинського міського комітету ЛКСМУ Сумської області.
У 1964—1965 роках — інструктор ЦК ЛКСМУ.
У 1965—1971 роках — 1-й секретар Сумського обласного комітету ЛКСМУ.
Закінчив Український заочний політехнічний інститут, інженер-електрик.
У 1971—1973 роках — заступник завідувача відділу пропаганди і агітації Сумського обласного комітету КПУ.
У травні 1973 — липні 1975 року — 1-й секретар Ямпільського районного комітету КПУ Сумської області.
У липні 1975 — грудні 1978 року — завідувач відділу організаційної та партійної роботи Сумського обласного комітету КПУ.
У грудні 1978 — листопаді 1982 року — 2-й секретар Сумського обласного комітету КПУ.
У листопаді 1982 — 1991 року — секретар Президії Верховної Ради Української РСР; керівник Секретаріату Верховної Ради України.
У 1983 році закінчив заочно Академію суспільних наук при ЦК КПРС.
У 1991—1994 роках — секретар (голова) Адміністрації Президента України.
Потім — на пенсії в місті Києві.

## Нагороди
- три ордени Трудового Червоного Прапора
- два ордени «Знак Пошани»
- п'ять медалей
- Почесна грамота Президії Верховної Ради Української РСР
- Грамота Президії Верховної Ради УРСР (25.10.1968)

## Інше
Був одружений, мав дітей.